# 2025년 태국 정치 위기
2025년 태국 정치 위기는 현재 총리 패통탄 친나왓이 이끄는 프아타이당 주도의 연립 정부와 관련된 일련의 사건들로, 현재 진행 중이다.

## 배경
진보적인 전진당이 2023년 태국 총선거에서 승리한 후, 프아타이당과 보수 성향 정당들은 세타 타위신 총리 아래 연립 정부를 구성했다. 세타는 2024년 8월 헌법재판소에 의해 총리직에서 해임되었고, 패통탄 친나왓이 그 뒤를 이었다.
2025년 5월, 태국은 표 매수와 체계적인 사기 행위로 연결된 2024년 태국 상원 선거 스캔들과 전 총리 탁신 친나왓의 병원 수감과 관련된 긴장으로 인해 정치 위기로 "점점 더" 나아가고 있다고 묘사되었다.

### 2024년 태국 상원 선거 스캔들
2025년 6월 현재, 태국 상원 의원 100명이 2024년 태국 상원 선거에서 공모 및 투표 조작 혐의로 기소되었다. 태국 선거관리위원회 (EC)와 태국 특별수사국 (DSI) 주도로 여러 조사가 진행되었다.

### 2025년 캄보디아-태국 국경 위기
2025년 6월 15일, 패통탄과 캄보디아 상원 의장 겸 전 총리 훈 센은 2025년 캄보디아-태국 국경 위기에 대해 17분간 통화를 했다. 6월 18일, 이 통화의 9분짜리 오디오 부분이 유출되었는데, 여기에는 패통탄이 캄보디아와의 국경을 책임지는 사령관 분신 파트클랑 중장을 비판하는 내용이 포함되어 있었다.

## 타임라인

### 2025년 6월 18일

#### 친나왓 정부에서 품짜이타이당의 철수
2025년 6월 18일, 품짜이타이당은 6월 19일부터 정부에서 탈퇴할 것이라고 발표했다. 이 당은 인민대표원에서 69석을 차지하고 있다. 당은 패통탄과 훈 센 간의 유출된 전화 통화를 철수 이유로 들었다. 파라돈 쁘리사난탄타꾼 2023년 태국 인민대표원의 제2부의장과 8명의 품짜이타이당 장관이 당의 연정 탈퇴 후 사임했다.

#### 태국 단결당
연립 정부의 또 다른 구성원인 태국단결당은 정치 관측통들에 의해 "붕괴를 기다리고 있다"고 묘사되었다. 여기에는 현 연립 정부의 17~18명의 의원이 포함된다.

### 2025년 6월 19일
2025년 6월 19일, 태국 외무부는 캄보디아 주재 태국 대사 훈 사로엔을 소환하여 유출된 녹음에 대해 공식적으로 항의했으며, 캄보디아의 행동을 "외교 의전 위반이자 신뢰에 대한 심각한 위반이며, 두 이웃 국가 간의 관계를 해치는 행위"라고 비난했다.
패통탄 친나왓 총리는 고위 군 관계자들과 함께 기자회견을 열고 유출된 전화 통화에 대해 사과했다. 그녀는 자신의 발언이 평화를 위한 비공개 협상을 돕기 위한 것이었으며, 군에 반대하지 않는다는 입장을 재차 강조했다.
태국의 주요 야당인 인민당의 야당 대표 낫타퐁 르앙파냐웃은 패통탄 친나왓 총리에게 의회 해산을 공개적으로 요구했다.

### 2025년 6월 20일
연립 정부의 세 정당인 루암 타이 상 차트, 민주당, 그리고 차트타이파타나당은 정부에 계속 참여할지 여부를 결정하기 위해 자체적으로 논의를 가졌다. 민주당과 차트타이파타나당은 연립 정부에 남을 의사를 밝혔다.
피라판 살리라타위파카가 이끄는 루암 타이 상 차트당 계파는 패통탄 총리의 사임을 다시 요구했다. 프아타이당은 이를 거부하며, 품짜이타이당이 연정에서 탈퇴했음에도 불구하고 총리는 직위를 유지할 것이며 의회는 해산되지 않을 것이라고 밝혔다.
루암 타이 상 차트당의 36명의 의원들은 분열되어 있으며, 피라판의 18명 의원 계파만이 사임 요구를 지지하고 있다. 현재 상업부 차관인 수차트 촘클린의 계파는 여전히 선택지를 저울질하고 있다. 만약 피라판의 계파가 탈퇴하면, 연립 정부는 의회 다수석을 잃게 되어 세력이 261대 234에서 243대 252로 바뀔 것이다.
패통탄 총리는 우본랏차타니의 태국-캄보디아 국경에 주둔한 군대를 방문하여 제2군 사령관 분신 파드클랑 중장과 대화했다.
몽콜 수라삿차 상원 의장은 국가부패방지위원회와 헌법재판소에 총리를 조사해 달라고 공식 요청했다. 이 조사는 패통탄과 캄보디아의 훈 센 간에 최근 유출된 대화와 관련된 중대한 윤리 위반 혐의와 관련이 있다.
정부는 패통탄 총리가 훈 센과의 유출된 전화 통화에 대해 대중에게 사과하고 국가 주권에 대한 약속을 재확인하는 성명을 발표했다.

### 2025년 6월 22일
태국 헌법재판소가 청원의 예비 심사를 검토할 것이 확인되었다.
2025년 6월 22일, 프아타이당의 대표이기도 한 패통탄 총리는 로즈우드 호텔에서 남은 6개 연립 정당 대표들과 중요한 회의를 소집했다. 총리는 최근 품짜이타이당의 탈퇴에도 불구하고 정부에 남기로 약속한 민주당, 태국단결당, 클라탐당, 차트타이파타나당, 프라차찻당, 차트파타나당에 감사 인사를 전했다. 참석자 중에는 찰렘차이 시리온 (민주당), 피라판 살리라타위파카 (태국단결당), 타위 솟송 (프라차찻당), 와라웃 실파아차 (차트타이파타나당), 수왓 립타팔롭 (차트파타나당), 나루몬 피뇨신왓 (클라탐당) 등 저명한 지도자들이 있었다. 이 회의는 집권 프아타이당 고위 관계자가 2025년 6월 21일에 총리가 사임하거나 의회를 해산하지 않을 것이라고 말한 후에 열렸다.

### 2025년 6월 23일
2025년 6월 23일, 태국 정부는 2025년 6월 27일까지 완료될 것으로 예상되는 개각을 추진할 것이라고 발표했다.

### 2025년 6월 24일
패통탄 친나왓 총리는 새로운 내각 구성이 완료되었으며, 왕실 승인을 위해 제출되기 전 신원 조회를 거치고 있다고 발표했다. 연립 정부는 이제 프아타이당, 민주당, 태국단결당, 프라차찻당, 클라탐당, 차트타이파타나당, 차트파타나당으로 구성된다.
국가부패방지위원회 (NACC)는 패통탄 친나왓 총리에 대한 예비 조사를 시작했다. 이 조사는 태국-캄보디아 국경 분쟁과 관련하여 캄보디아 상원 의장 훈 센과의 논란이 된 대화에서 비롯된 심각한 윤리 강령 위반 혐의에 관한 것이다.

### 2025년 6월 27일
태국 헌법재판소는 일정 충돌로 인해 다음 회의를 7월 8일에서 7월 1일로 앞당겼다. 이 회의의 주요 초점은 패통탄 친나왓 총리의 자격 박탈을 요구하는 36명의 상원 의원 청원 심의가 될 것이다. 이 청원은 그녀가 심각한 윤리 위반을 저질렀다고 주장한다.

### 2025년 6월 29일
6월 28일 정부 반대 시위 중, 한 저명한 시위 지도자는 정부를 안정화하기 위한 수단으로 쿠데타에 대한 개방적인 입장을 표명했는데, 이는 이후 야당인 인민당과 집권 프아타이당 모두에게서 비난을 받았다.

### 2025년 6월 30일
2025년 6월 30일, 태국 정부 관보는 품짜이타이당이 연립 정부에서 탈퇴한 후, 집권 프아타이당이 제안한 개각을 공식적으로 발표했다. 이 새로운 구성에서 패통탄 친나왓은 문화부 장관직을 맡게 되었다. 개각에는 9명의 새로운 장관 임명이 포함되었다.

### 2025년 7월 1일
2025년 7월 1일 헌법재판소의 패통탄 친나왓 총리 직무 정지 명령에 따라, 수리야 쭈앙롱루앙킷이 태국의 총리 권한대행 역할을 맡았다. 그는 내각 내에서 확립된 승계 순서에 따라 부총리 자격으로 이 역할을 수행했다.

### 2025년 7월 3일
총리 권한대행 수리야 쭈앙롱루앙킷은 태국 국왕 앞에서 새 내각의 취임 선서식을 주재했다. 그의 총리 권한대행으로서의 짧은 재임 기간은 이 의식 직후에 사실상 종료되었다. 취임 선서와 이어진 특별 내각 회의 이후, 품탐 웨차야차이는 개각된 내각에서 더 높은 직책을 맡고 있기 때문에 총리 권한대행 역할을 맡을 것으로 예상된다.

## 정직
2025년 7월 1일, 태국 헌법재판소는 총리 패통탄 친나왓을 해임하기 위한 소송이 계류 중인 가운데, 7대 2의 표결로 그녀의 직무를 정지시켰다. 법원은 36명의 상원 의원들이 그녀가 캄보디아의 훈 센과의 유출된 전화 통화와 관련하여 부정직하고 윤리적 기준을 위반했다고 비난하는 청원을 받아들였다.

## 의회 해산 요구
2025년 7월 1일, 헌법재판소의 패통탄 친나왓 총리 직무 정지 명령에 따라 야당인 인민당은 수리야 쭈앙롱루앙킷 총리 권한대행에게 의회 해산을 요구하며 대응했다. 인민당 대표 낫타퐁 르앙파냐웃은 의회를 해산하고 새로운 선거를 치르는 것이 진행 중인 위기에 대한 "유일한 정당한 해결책"이라고 밝혔으며, 조기 총선이 소집될 경우 당의 준비 태세를 표명했다.
이틀 후인 2025년 7월 3일, 인민당은 품짜이타이당을 의회 내 야권 진영에 공식적으로 환영했다. 인민당 대표 낫타퐁 르앙파냐웃과 품짜이타이당 대표 아누틴 찬위라꾼을 포함한 5개 야당 대표들은 새 의회 회기 중 첫 공동 회의를 가졌다. 품짜이타이당 대표 아누틴 찬위라꾼은 그의 당이 새로운 야당으로서 "정부를 완전히 철저히 조사할 것"이라고 다짐했다.

## 시위
2025년 6월 19일 목요일, 태국 개혁을 위한 인민 및 학생 네트워크(NSPRT)는 담마군과 피칫 차이몽콜과 같은 인물들의 주도로 방콕 태국 총리 공관 근처에서 시위를 벌였다. 시위는 패통탄 친나왓 총리와 캄보디아 상원 의장 훈 센 간의 전화 통화 유출에 따라 총리의 사임을 요구했다. 시위자들은 총리가 전화 통화에서 태국의 국익을 침해했다고 비난했다.
2025년 6월 20일, 루암 팔랑 파엔딘 산하의 정치 압력 단체 연합은 총리의 사임을 요구하며 2025년 6월 28일 오후 4시부터 9시까지 전승기념탑 (방콕)에서 시위를 계획한다고 발표했다. 이 시위는 얌 파오 파엔딘 재단이 주최하며, 현재까지 약 1천만 바트의 대중 기부금을 받아 시위 자금을 충당하고 있다. 기부금은 2025년 6월 29일까지 접수된다.
2025년 6월 28일, 경찰은 전승기념탑 (방콕)에서 약 6,000명이 총리의 사임을 요구하는 시위에 참여한 것으로 추정했다.

## 여론조사
2025년 6월 19일부터 25일까지 실시된 최근 국립개발행정연구소 (Nida) 여론조사에 따르면 패통탄 친나왓 총리와 프아타이당의 지지율이 크게 하락하여, 그녀의 지지율이 9.20%로 떨어졌다.

## 영향
프아타이당 주도 연합의 붕괴는 당이 패통탄을 세 번째 프아타이 총리 내각으로 교체하는 결과로 이어질 수 있다. 패통탄은 또한 의회 해산과 새로운 총선을 요구하거나, 인민대표원에서 불신임 투표에 직면할 수 있다. 일부 정치 평론가들은 군사 쿠데타 가능성이 높아졌다고 강조했다.